# Jean Leguay
Pour les articles homonymes, voir Leguay.
Jean Leguay, né le 29 novembre 1909 à Chevreuse et mort le 2 juillet 1989 à Paris, est un haut fonctionnaire français, collaborateur durant l'occupation de la France par l'Allemagne nazie et impliqué dans la déportation des Juifs en France.
Haut fonctionnaire, sous le régime de Vichy, il fut le délégué, en zone occupée à Paris, du secrétaire général à la Police nationale, René Bousquet. 
À la Libération, suspendu de ses fonctions de préfet du département de l'Orne, il est révoqué de la préfectorale le 25 mai 1945. Il commence alors aux États-Unis une carrière principalement dans des filiales du groupe Warner-Lambert Co.
En 1979, il est inculpé de crimes contre l'humanité pour son rôle dans l'organisation de la rafle du Vel'd'Hiv les 16 et 17 juillet 1942 à Paris, mais il meurt avant que son procès ait pu avoir lieu.

## Biographie
Il fait ses études secondaires aux lycées Montaigne et Louis-le-Grand à Paris, et Lakanal à Sceaux, ses études supérieures à la faculté de droit et des lettres et à l'École libre des sciences politiques dont il est diplômé. Il passe son doctorat en droit.
Il se marie le 3 octobre 1935. Son épouse, native de Buenos Aires, est juive. Ils ont deux enfants, dont une fille qui a épousé un Juif.
Il commence sa carrière comme attaché au ministère de l'Agriculture. Il est successivement nommé, en 1932 chef de cabinet du préfet de Haute-Savoie puis le 9 novembre 1934 chef-adjoint de cabinet du ministre du Travail, en avril 1935 secrétaire général des Basses-Alpes, en décembre 1936 sous-préfet de Saint-Julien-en-Genevois. En juin 1939, il est nommé sous-préfet de Vitry-le-François, au grade de deuxième classe.
Mobilisé de février à juillet 1940, il est sergent d'infanterie. Fin octobre 1940, il est secrétaire général de la Marne (son préfet est René Bousquet), puis le 18 décembre 1941, il est nommé directeur de cabinet du préfet délégué en territoires occupés. Il est promu au grade sous-préfet de première classe.
Le 16 avril 1942, il est nommé délégué du secrétaire général de la police (René Bousquet) dans les territoires occupés. Il est alors préfet de troisième classe, puis hors classe. Début de juillet, il participe, avec Theodor Dannecker, à la commission préparatoire de la rafle du Vélodrome d'Hiver du 16 et 17 juillet 1942. Le 13 août, il déclare à Dannecker que le premier transport de Juifs de zone libre franchira le 17 août la ligne de démarcation et que les convois provenant du Sud de la zone libre seront dirigés vers le camp de Drancy où on les « mélangera » aux enfants juifs en provenance des camps situés en zone occupée, Beaune-la-Rolande et Pithiviers. Aux  Allemands qui lui suggèrent de livrer aussi les enfants juifs de la zone sud, il répond que les Juifs « apatrides » y ont déjà été raflés et qu'il fera tout son possible pour qu'un effectif suffisant soit atteint. 
En décembre 1943, il est relevé de ses fonctions (en même temps que René Bousquet). Le 30 janvier 1944, il est nommé préfet de l'Orne et le 11 novembre 1944, il est suspendu de ses fonctions à compter du 15 août, puis révoqué le 25 mai 1945. Il n'exerce dès lors plus aucune fonction préfectorale, mais sa révocation est annulée en Conseil d’État en mai 1955, et il est réintégré dans le corps en 1957. Il est mis en retraite en 1966.
D'octobre 1945 à juin 1946, il est directeur à New York des services permanents du groupement professionnel des industries d'art et de création. De 1950 à 1957, il est vice-président de la distribution de parfums Nina Ricci aux États-Unis. De 1958 à 1970, il est directeur général des groupes français de sociétés affiliées au groupe Warner-Lambert Co aux États-Unis, puis jusqu'en décembre 1974, date à laquelle il prend sa retraite, il est président de Warner-Lambert International (Europe, Afrique, Proche et Moyen-Orient, Inde et Pakistan).
En 1979, une instruction judiciaire est ouverte contre lui pour crime contre l'humanité, la première jamais lancée en France. Mais il meurt avant que le procès n'ait lieu.

## Apparition dans des œuvres de fiction
L’acteur français Marc Rioufol incarne Jean Leguay dans La Rafle, le film de Roselyne Bosch consacré à la rafle du Vélodrome d'Hiver réalisé en 2010.

## Source
- René Bargeton, Dictionnaire biographique des Préfets : septembre 1870-mai 1982, Archives nationales ; 1994 - Paris, Imprimerie nationale, p. 347.